# Burquitlam (circonscription britanno-colombienne)
Pour les articles homonymes, voir Burquitlam.
Circonscription électorale provinciale du Canada
Burquitlam est une ancienne circonscription provinciale de la Colombie-Britannique représentée à l'Assemblée législative de la Colombie-Britannique de 2001 à 2009.

## Géographie
La circonscription représente le secteur de Burquitlam (en) dans les villes de Burnaby et de Coquitlam dans le sud-ouest de la province.

## Liste des députés
| Législature | Années     | Député     | Député     | Parti      |
| Burquitlam  | Burquitlam | Burquitlam | Burquitlam | Burquitlam |
| ----------- | ---------- | ---------- | ---------- | ---------- |
| 37e         | 2001–2005  |            | Harry Bloy | Libéral    |
| 38e         | 2005–2009  |            | Harry Bloy | Libéral    |